# Tera-
|  | No s'ha de confondre amb Téra. |

Tera (símbol T) és un prefix del Sistema Internacional que indica un factor de 1012, o 1.000.000.000.000, és a dir, un bilió. Confirmat el 1960, prové del grec τέρας, téras, que significa monstre. A més tan sols li falta una lletra per a la paraula grega tetra que significa quatre que ens dona el valor 10004.
Per exemple;
1 teràmetre = 1 Tm = 1012 metres
1 teragram = 1 Tg = 1012 grams
1 terasegon = 1 Ts = 1012 segons
En informàtica tera pot referir-se a 1.000.000.000.000, si bé ha estat freqüent utilitzar-lo per indicar 1.099.511.627.776 (10244 o 240), especialment quan prefixa el terme byte, obtenint terabyte. Per resoldre aquesta ambigüitat, s'ha proposat el terme tebibyte per al valor 240 bytes.